# 熱波 (映画)
『熱波』（ねっぱ、Tabu）は2012年のポルトガル・ドイツ・ブラジル・フランスのドラマ映画。監督はミゲル・ゴメス、出演はテレーザ・マドルーガ、ラウラ・ソヴェラル、アナ・モレイラなど。
現代のリスボンを舞台とした「楽園の喪失」と植民地時代のアフリカを舞台とした「楽園」の二部構成である。

## ストーリー
現代のリスボンで虚無的に暮らす老女アウロラについて、第1部では彼女の最期の日々を隣人女性ピラールの目線で描き、第2部では50年前の植民地時代のアフリカでのジャン＝ルカとの情熱的な不倫の恋と犯した罪をジャン＝ルカの回想の形で描く。

## キャスト
第1部「楽園の喪失」 - 現代のリスボン
- ピラール: テレーザ・マドルーガ（ポルトガル語版） - アウロラの隣人の信心深い中年女性。
- アウロラ: ラウラ・ソヴェラル（ポルトガル語版） - 80代の孤独な女性。周りを振り回す。
- ジャン＝ルカ・ベントゥーラ: エンリケ・エスピリト・サント（ポルトガル語版） - アウロラの50年前の不倫相手。
- サンタ: イザベル・カルドーゾ - アウロラのメイド。アフリカ系。

第2部「楽園」 - 植民地時代のアフリカ
- 語り（現代のジャン＝ルカ）: エンリケ・エスピリト・サント
- アウロラ: アナ・モレイラ（ポルトガル語版） - アフリカ育ちの令嬢。
- ジャン＝ルカ・ベントゥーラ: カルロト・コッタ（ポルトガル語版） - ジェノヴァ出身の遊び人。
- アウロラの夫: イヴォ・ミューラー（ポルトガル語版） - 大きな紅茶農園を経営。
- マリオ: マヌエル・メスキータ - ベントゥーラの友人。元神学生でバンドのボーカル。

## 製作
原題の『Tabu』はF・W・ムルナウ監督の遺作『タブウ』に由来している。
全編、スタンダード・サイズの白黒画面で撮られた。

## 作品の評価

### 映画批評家によるレビュー
Rotten Tomatoesによれば、批評家の一致した見解は「ミステリアスで視覚的に印象的な『熱波』は、実験的なセンスで撮影されたうっとりするようなロマンスで観客の忍耐に報いている。」であり、60件の評論のうち高評価は88%にあたる53件で、平均点は10点満点中7.9点となっている。
Metacriticによれば、17件の評論のうち、高評価は14件、賛否混在は3件、低評価はなく、平均点は100点満点中78点となっている。

### 受賞歴
第62回ベルリン国際映画祭において、国際批評家連盟賞とアルフレッド・バウアー賞を受賞する。